# Vera Danchakoff

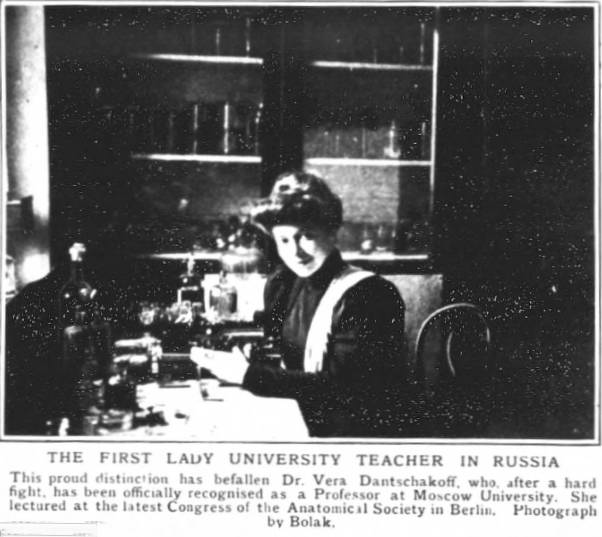
Vera Danchakoff, profesora de la Universidad de Moscú, 1908

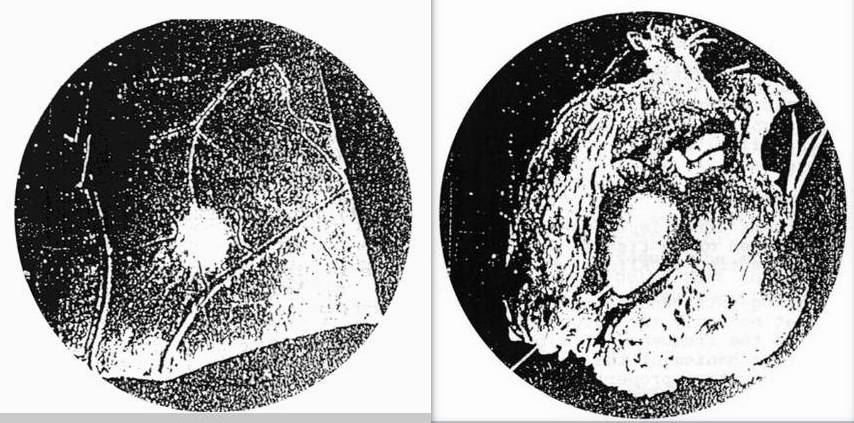
Fotografías publicadas por Danchakoff en American Journal of Anatomy (1916). Izquierda: suspensión de células del bazo aplicada a la membrana alantoidea de un embrión de pollo. Derecha: el bazo del mismo embrión de pollo después de 17 días. Tenga en cuenta la inducción específica del crecimiento del bazo.

Vera Mikhaĭlovna Danchakoff  (de soltera Grigorevskaya, San Petersburgo, 21 de marzo de 1879-22 de septiembre de 1950) fue una anatomista, bióloga celular y embrióloga rusa. En 1908 fue la primera mujer en Rusia en ser nombrada profesora y se convirtió en pionera en la investigación de células madre. Emigró a los Estados Unidos en 1915, donde fue una de las principales exponentes de la idea de que todos los tipos de células sanguíneas se desarrollan a partir de un solo tipo de célula. Se la ha llamado "la madre de las células madre".  

## Biografía
Danchakoff nació en San Petersburgo, donde sus padres querían que estudiara música o dibujo pero dejó su hogar para obtener una licenciatura en ciencias naturales antes de mudarse a la Universidad de Lausana y obtener un título médico y realizar su tesis en 1906. Al regresar a Rusia, obtuvo un título en medicina rusa en la Universidad de Járkov y luego se convirtió en la primera mujer en obtener un doctorado en ciencias médicas en la Pavlov First State Medical University of St. Petersburg, la primera facultad de medicina para mujeres de Rusia.  
Se casó y tuvo una hija en 1902 en Zúrich, Vera Evgenevna. En 1915, Danchakoff emigró a los Estados Unidos, donde participó activamente en la política, escribiendo como corresponsal en Nueva York en el periódico de Moscú Utro Rossi (Russian Morning) y ayudando a la American Relief Administration a dar a conocer las dificultades de los científicos soviéticos para trabajar en Rusia durante la Gran Guerra, la Revolución Bolchevique y después. Durante la hambruna rusa de 1921-1922, Danchakoff pidió que se enviaran paquetes de alimentos a Rusia dando a conocer la correspondencia que había estado recibiendo de sus colegas científicos en Rusia. Aunque internacionalmente eminentes, habían sido denunciados como "parásitos y holgazanes" y estaban muriendo de hambre.
En ese momento había una fuerte comunidad de emigrantes rusos en Nueva York y, con su esposo, Danchakoff organizó lujosas reuniones de amigos. Fue una pianista talentosa y participó en las veladas musicales de los cantantes profesionales Juan y Olga Codina

## Trayectoria profesional
En 1908, Danchakoff se convirtió en profesora asistente de histología y embriología en la Universidad de Moscú, la primera mujer en convertirse en profesora en Rusia. En 1915 emigró a Estados Unidos, donde trabajó por primera vez en el Instituto Rockefeller de Investigación Médica en la ciudad de Nueva York. Luego, en el Colegio de Médicos y Cirujanos de la Universidad de Columbia, dirigido por Thomas Hunt Morgan, fue "instructora de anatomía" en un momento en que a las mujeres se les permitía ser admitidas como estudiantes. En una conferencia de 1916 dijo:
"... the erythrocytes, the small lymphocytes, the different leucocytes, the wandering cells of the connective tissue, the mast cells, and the plasma cells - all these cells are different cell units, morphologically as well as physiologically but in the early embryonic stages they all had a common mother cell, and this mother cell is preserved in the adult organism and becomes the source of differentiation and regeneration and most probably also the source of pathological proliferation."

— Vera Danchakoff; Danchakoff, Vera (1916). «Origin of blood cells. Development of the haematopoitic organs and regeneration of the blood cells from the standpoint of the monophyletic school.». Anatomical Record 10 (5): 397-414. doi:10.1002/ar.1090100506.
En su discurso de apertura de 2001 en el Acute Leukemia Forum, Marshall Lichtman describió su presentación como una "conferencia extraordinaria" y consideró que "hemos pasado el resto del siglo concretando los detalles de sus ideas experimentales". Se ha afirmado que un artículo de Danchakoff es la primera publicación que utiliza el término "célula madre", por ejemplo "Estas células madre se desarrollan, por un lado, en pequeños linfocitos y, por otro lado, en granulocitoblastos, y luego en granulocitos". Ahora se ha confirmado que las células madre hematopoyéticas dan lugar a todas las demás células sanguíneas.
Por estas razones, a Danchakoff a veces se la ha llamado la "madre de las células madre". Sin embargo, en términos de la terminología actual, en 1909 Alexander A. Maximow escribió en alemán sobre "Stammzelle" para el mismo concepto en su artículo "El linfocito como célula madre, común a diferentes elementos sanguíneos en el desarrollo embrionario y durante la vida fetal de los mamíferos ".
En 1916, Danchakoff y James Bumgardner Murphy informaron de forma independiente sobre un descubrimiento sorprendente relacionado con el embrión de pollo, uno que resultó ser de gran importancia. Cuando se inyectaron linfocitos adultos en el embrión, el bazo se agrandó, lo que no sucedió con otros tipos de células. Las explicaciones de Murphy y Danchakoff para el efecto eran erróneas, pero mucho más tarde estas observaciones llevaron a comprender la migración de linfocitos y la enfermedad de injerto contra huésped.
En 1919, Danchakoff era profesora titular de anatomía en el Colegio de Médicos y Cirujanos de Columbia. En 1934 dejó Columbia y hasta 1937 trabajó en el Departamento de Histología y Embriología de la Universidad de Ciencias de la Salud de Lituania. En 1938, llevó a cabo importantes experimentos que implicaron exponer fetos de cobayas a la testosterona. Demostró por primera vez que esto puede dar lugar a un aumento del comportamiento sexual masculino en la edad adulta.
Danchakoff publicó muchos libros y artículos científicos, posiblemente sus últimas publicaciones fueron Le sexe; Rôle de l'hérédité et des hormones dans sa réalisation en 1949 y Effects of cancer provoking chemical substances on gravid guinea pigs and their fruits en 1950.